# The Evil Men Do
The Evil Men Do è un cortometraggio muto del 1915 diretto da Maurice Costello e Robert Gaillord.

## Produzione
Il film fu prodotto dalla Vitagraph Company of America (come Broadway Star Feature).

## Distribuzione
Distribuito dalla General Film Company, il film - un cortometraggio in tre bobine - uscì nelle sale cinematografiche statunitensi il 19 gennaio 1915.